# Il giorno più lungo (saggio)
Il giorno più lungo. 6 giugno 1944 (The Longest Day. June 6, 1944) è un libro di Cornelius Ryan pubblicato nel 1959, che racconta la storia del D-Day, il primo giorno dello sbarco in Normandia degli Alleati durante la seconda guerra mondiale. Descrive in dettaglio le operazioni coup de main, oggi si direbbe commandos, da parte delle truppe alianti, che catturarono il canale di Caen e i ponti sul fiume Orne (ponte Pegasus e ponte Horsa) prima dell'assalto principale alle spiagge della Normandia. Ha venduto decine di milioni di copie in diciotto lingue diverse. Per le ricerche e le fonti, Ryan intervistò centinaia di persone, un vasto campione sia di reduci dell'impresa militare - tra cui ufficiali statunitensi, canadesi, britannici, francesi e tedeschi - che di civili francesi.
Dal libro è tratto il film col medesimo titolo, Il giorno più lungo, del 1962.

## Tema
Il libro non è solo una storia militare, ma prevalentemente un racconto di persone. Vengono riportate 383 testimonianze di persone che parteciparono all'invasione: militari statunitensi, inglesi, canadesi, francesi, tedeschi e civili francesi, oltre a numerosi altri documenti.

È diviso in tre sezioni (l'attesa, la notte, il giorno) che ripercorrono le 24 ore dello sbarco. Il titolo è tratto da una frase pronunciata dal feldmaresciallo tedesco Erwin Rommel
Nella prima parte, l'autore descrive tra l'altro in modo dettagliato la tensione del generalfeldmaresciallo Rommel e di tutta l'armata B. Lo sbarco era imminente, ma i servizi d'informazione del Terzo Reich non riuscirono ad indicare la data del "D-Day" con precisione, e nemmeno il luogo previsto nei piani degli Alleati.

La seconda parte narra quel che successe nella notte del giorno 6 giugno 1944, quando una grossa "armada" (definita così dall'autore) di navi, sottomarini, trasporti ecc. navigava minacciosa verso le coste della Normandia: Utah Beach, Omaha Beach, Gold Beach e Juno Beach, Sword Beach. I paracadutisti delle divisioni alleate si erano lanciati per prendere possesso di alcuni punti di vitale importanza.

Segue nella terza parte la descrizione delle sanguinose battaglie sulle spiagge e nell'immediato entroterra.

## Adattamento cinematografico
- Il giorno più lungo, film del 1962.

## Edizioni
in lingua inglese
- The Longest Day: The D-Day 70th Anniversary Collector's Edition. Over 100 Photographs Plus 30 previously unpublished, Introduction by Doug McCabe, London, Carlton Books, 2014, ISBN 978-0-233-00413-6.
- The Longest Day. A Bridge Too Far, a cura di Rick Atkinson, Library of America n.318, 2019, ISBN 978-1-59853-611-9.

italiane
- Il giorno più lungo. 6 giugno 1944: sbarco degli Alleati in Normandia, traduzione di Antonio De Falco, Collana Memorie e Documenti, Milano, Garzanti, 1961,  pp. 288+32 fotografie. - Collana I rossi e i blu, Garzanti, 1968.
- Il giorno più lungo, Collana TEA Storica n.12, Milano, TEA, 1994-1998,  p. 487, ISBN 978-88-781-9660-5.
- Il giorno più lungo, Collana SuperBur saggi, Milano, Rizzoli, 2003, ISBN 978-88-17-10728-0. - Collana BUR La Storia · Le Storie, Milano, Rizzoli, 2016, ISBN 978-88-170-8948-7.